# Black Sparrow Books
Black Sparrow Books, connue autrefois sous le nom de Black Sparrow Press est une maison d'édition américaine fondée par John Martin en 1966 à Santa Rosa, en Californie, pour publier et éditer des écrivains de l'avant-garde américaine. 
Charles Bukowski est le premier auteur à être publié par Black Sparrow Press et le succès de ce dernier fera bientôt connaitre la maison d'édition à une échelle internationale. En plus de Bukowski, Black Sparrow publiera les œuvres de John Fante, Wyndham Lewis, Paul Bowles et Joyce Carol Oates. Plusieurs autres écrivains connurent leur première publication dans cette maison. 
En 2002, Black Sparrow Press cède les droits d'éditions de Charles Bukowski, John Fante, et Paul Bowles à HarperCollins. Il cède le restant de son catalogue d'auteurs aux éditions David R. Godine, et les éditions Black Sparrow Press sont renommées Black Sparrow Books.

## Historique

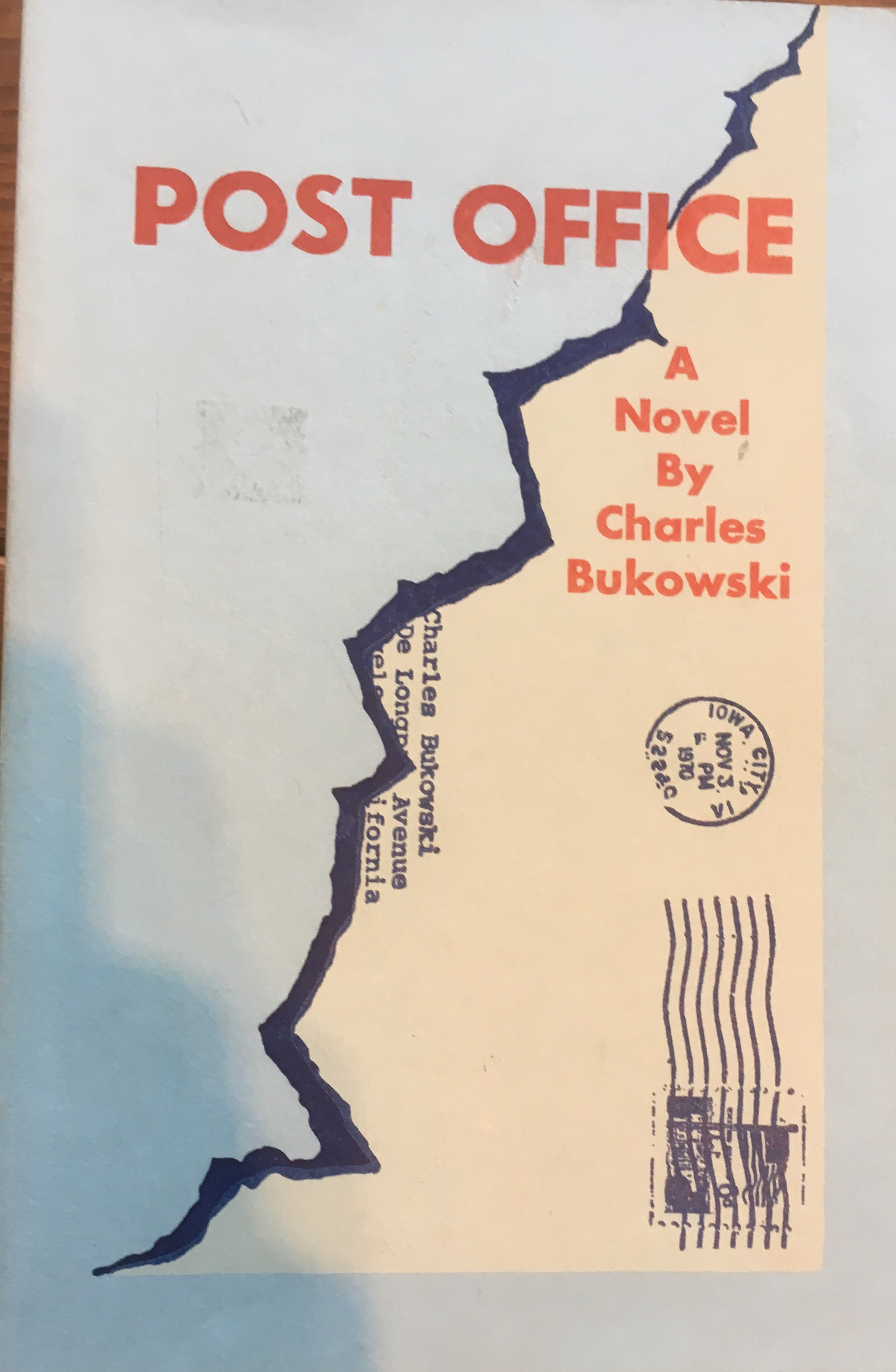
Une des œuvres les plus célèbres à avoir été publiée chez Black Sparrow

### Fondation et première œuvre
Black Sparrow Press émerge à une époque où il existe bien plus d'écrivains que de maisons d'édition, et John Martin souhaite combler ce manque au sein de la communauté de presses indépendantes américaine. 

Au moment de la fondation de Black Sparrow Press, Martin gère une compagnie de fournitures de bureau à Los Angeles. Un fervent collectionneur de livres depuis son adolescence, Martin cède son lot de premières éditions de D. H. Lawrence à la bibliothèque de l’Université de Californie à Santa Barbara pour 50 000 $ en 1966, une somme qui lui permettra de lancer sa propre maison d’édition. Ayant découvert les poèmes de Charles Bukowski dans les revues littéraires underground de Los Angeles, Martin est déterminé de faire de lui le premier écrivain publié chez Black Sparrow:
« I decided the first person I wanted to publish was Bukowski. I wanted to publish somebody who was completely unknown, who I thought would become recognized. » 
En avril 1966, Black Sparrow lance sa première publication, un poème de Bukowski intitulé « True Story », tiré à 30 exemplaires vendus 10 $ chacun.

### Développement
À mesure que se développe son catalogue, ainsi que sa réputation comme défenseur de l'avant-garde, Black Sparrow Press s'associe à plusieurs courants de littérature alternative, dont la San Francisco Renaissance, la Beat Generation et le mouvement Black Mountain College. 
Non seulement la maison joue-t-elle un rôle essentiel dans l'émergence de nouvelles voix littéraires (ayant notamment compté parmi les premiers éditeurs à publier Joyce Carol Oates), elle réussit également à faire renaître l'intérêt pour les œuvres de plusieurs écrivains tombés dans l'oubli. Il s'agit notamment du cas pour John Fante, dont les romans écrits à Los Angeles dans les années 1930 étaient essentiellement oubliés du grand public mais étaient vénérés par Bukowski, lequel les avaient découverts à la bibliothèque publique de Los Angeles lors de son adolescence et pour qui Fante demeurait une idole. Le catalogue de ce dernier était épuisé avant que Bukowski encourage son éditeur à le redistribuer, et certains de ses livres, comme Demande à la poussière (titre original: Ask the Dust) sont maintenant considérés comme des classiques de la littérature américaine. Selon Martin, il s'agit du seul écrivain qu'il publia sans l'avoir sélectionné lui-même.
Plus récemment, la nouvelle incarnation de Black Sparrow Books contribue à la revalorisation de l'écrivaine américaine Lucia Berlin.

### Vente et changement de cap
Après 36 ans de métier, John Martin vend le catalogue entier de Black Sparrow Press en 2002 et prend sa retraite. 
En premier lieu, il cède les droits d'éditions des 49 œuvres de Charles Bukowski, John Fante et Paul Bowles (soit les trois meilleurs vendeurs de sa liste de 185 titres) à Ecco Press, une marque d'éditeur associé à HarperCollins dirigée par Daniel Halpern.
Après l'échec de tentatives de faire parvenir le restant de son catalogue à Ecco Press, John Martin contacte les éditions David R. Godine à Boston, leur cédant le restant de son fonds d'édition pour le montant symbolique d'un dollar. Pour Martin, il s'agit plutôt d'une manière de pérenniser son catalogue de 96 000 titres imprimés, et surtout, de garantir des royautés aux écrivains demeurant toujours actifs comme Wanda Coleman, Ed Sanders et Diane Wakoski. 

Au moment de la vente, Godine change le nom de la maison à Black Sparrow Books, nommant Christopher Carduff directeur éditorial à la tête de la nouvelle collection.

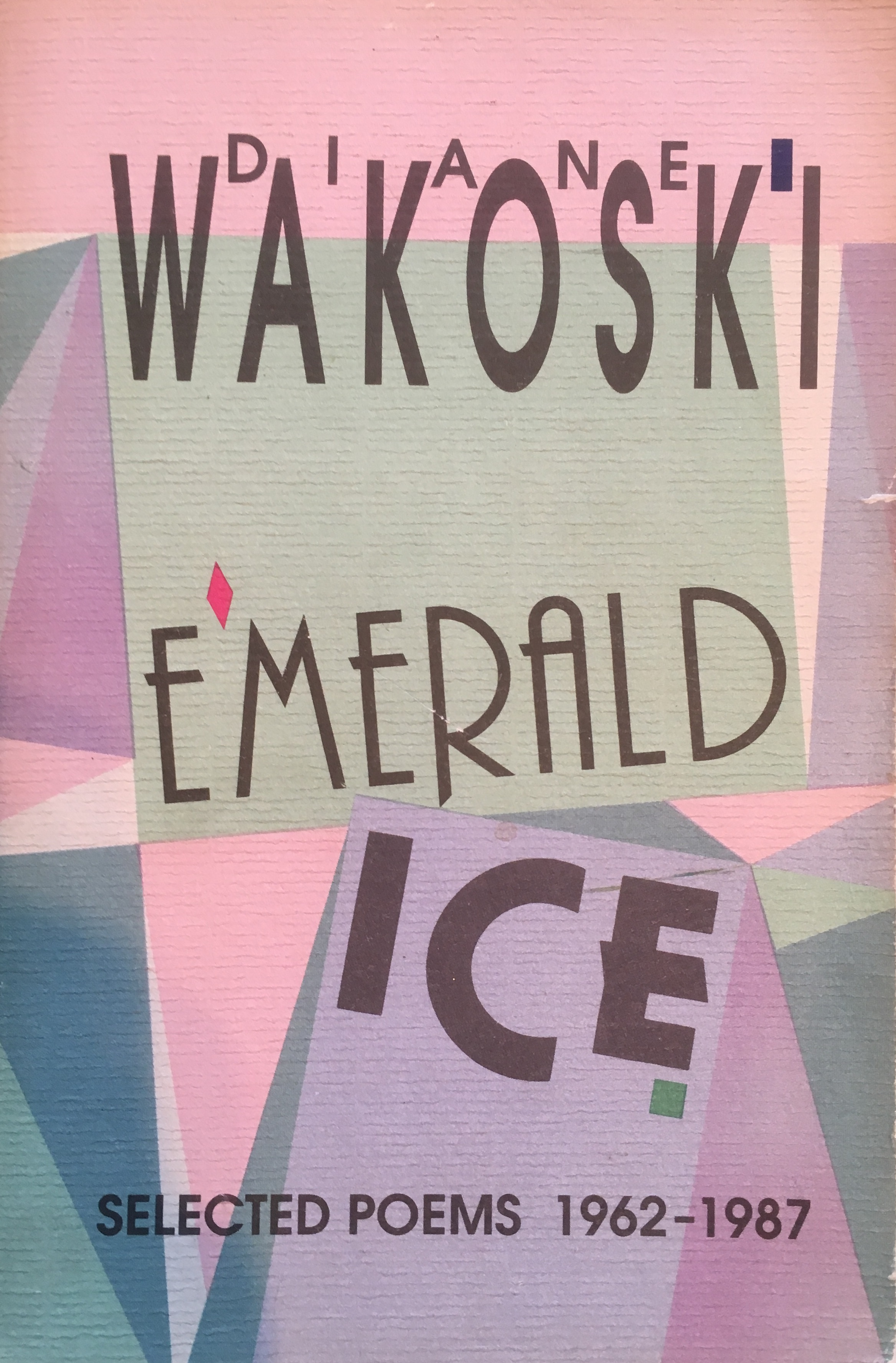
Un exemple du design et de la typographie typiques chez les éditions Black Sparrow

## Design
Au-delà des qualités littéraires de ses œuvres, Black Sparrow Books est également reconnu pour le design de ses publications. Barbara Martin, la femme de John, est responsable du design de couvertures et reliures, tandis que Graham Mackintosh se charge de l'impression et de la typographie.  
Quoiqu'elle demeure très variée, l'esthétique visuelle est distinguée par un graphisme stylisé, des couleurs vives et une typographie unique. Presque chaque mouvement artistique majeur du XXe siècle se voit reflété dans les designs de Barba -- du Vorticisme au Bauhaus, du Pop Art à l'Art déco.  
À une époque où le format standard de livres de poche est cinq pouces sur huit pouces, John Martin augmente les dimensions de ses publications à 6 x 9 pouces en utilisant un papier moins brillant que la plupart des ouvrages de masse.  
La qualité et l'originalité de leur design distinguent les publications Black Sparrow du restant des presses indépendantes de son époque, et il s'agit d'une des raisons pour lesquelles plusieurs de ces ouvrages sont aujourd'hui des pièces de collection hautement prisées. 

## Sélection d'auteurs publiés par Black Sparrow Books
Black Sparrow Press a publié les œuvres des écrivains et artistes suivants: 
- Charles Bukowski
- Paul Bowles
- David Bromige
- Tom Clark
- Andrei Codrescu
- Wanda Coleman
- Cid Corman
- Robert Creeley
- Fielding Dawson
- Edward Dorn
- Larry Eigner
- Clayton Eshleman
- William Everson
- John Fante
- Thaisa Frank
- Sherril Jaffe
- Robert Kelly
- D.H. Lawrence
- Wyndham Lewis
- Gerard Malanga
- Joyce Carol Oates
- Charles Olson
- George Oppen
- Mary Oppen
- Rochelle Owens
- Michael Palmer
- Ed Sanders
- John Sanford
- Aram Saroyan
- Charles Reznikoff
- Jack Spicer
- Diane Wakoski
- John Yau